# Сидни (Монтана)
Вижте пояснителната страница за други значения на Сидни.
Сидни (на английски: Sidney) е град в окръг Ричланд, щата Монтана, САЩ. Сидни е с население от 6328 жители (2017) и обща площ от 5,8 km². Намира се на 594 m надморска височина. ЗИП кодът му е 59270, а телефонният му код е 406.